# 规避网络审查
规避网络审查或突破网络审查、突破网络封锁，在中国大陆俗稱翻墙、科學上網、破网等，是指通过技术方式缓解网络审查的措施。在中国大陆，突破网络审查一般指突破防火长城，访问被其封锁的网站，实现此类功能软件通常被称作翻墙软件、破网软件或梯子，比如传统的VPN方法、使用代理协议Shadowsocks、Trojan方法等。审查突破软件的原理一般为使屏蔽机制失效，比如通过代理、使用域前置工具。
各種技術和方法被用來繞過互聯網審查，並且具有不同的易用性、速度、安全性和風險。一些方法，例如使用備用DNS服務器，通過使用備用地址或地址查找系統來訪問站點來绕过封锁。使用網站鏡像或存檔站點的技術依賴於在不同位置可用的站點的其他副本。此外，還有一些解決方案依賴於訪問不受過濾的互聯網連接，通常在不受相同審查法律約束的不同司法管轄區，使用代理、虛擬專用網絡或匿名網絡等技術。
審查方面和程式開發人員之間展開了一場「軍備競賽」，致使審查方面採用了更複雜的攔截技術和手段，開發人員研究出更難被檢測到的程式或軟體。審查方面對使用程式或軟體所可能造成的問題估計差異較大且存在一定爭議。使用的障礙包括但不限於可用性問題，難以找到關於規避的可靠和可信賴的信息，缺乏訪問審查內容的願望，以及觸犯法律的風險。

## 背景
由于一些国家实行了高強度的网络审查，同时又由於大多數國家都存在一定的網路規範與監視系統，許多人為確保信息安全与个人隐私，利用了原本設計用于金融交易或是公司、團體保密通訊等用途的各種加密傳輸手段规避审查。
传统的虚拟专用网(VPN)本身并非用于突破网络封锁，而后出现了一些专门用于突破网络封锁的技术，這類破网技术的出现，出于反对政府进行网络审查屏蔽，透過這種方式以抵制政府的監控、屏蔽等。与网络审查的技术发展相对应，通过代理服务器或其他技术方法可以绕过审查、突破屏蔽的技术、类似方法或软件被用于绕过网络审查。
中华人民共和国、俄罗斯、伊朗、朝鲜、越南、古巴等國家設計了多种屏蔽手段應用於資訊化社會，以明确实行网络审查制度的中国大陆为例。
通过互联网审查限制或阻止境内居民及外籍商務人士访问境外信息：
- 不受当局管控的互联网搜索引擎（例如Google、Yahoo!、DuckDuckGo、Startpage等）；
- 当局无法管控的新闻网站（例如英国广播公司、纽约时报、香港01、美国之音等）；
- 用户可发布敏感视频的视频网站（例如YouTube、Rumble、TikTok等）；
- 外国人常用的社交网站（例如Facebook、X（原Twitter）、Instagram等）；
- 不受监管的论坛（例如Reddit、Quora、V2EX等）；
- 不受监管的網路直播网站（例如Twitch等）；
- 不受监管的云存储网站（例如Microsoft OneDrive、Google Drive等）；
- 不受当局监管的大型语言模型网站（例如ChatGPT、Meta AI等）；
- 不受当局管控的通讯软件（如Facebook Messenger、Discord、Telegram等）；
- 收錄過當局敏感内容的百科網站（例如维基百科、伪基百科等）；
- 色情网站（例如Pornhub，XVideos等）；

若身处受到审查的国家或区域需要访问这些被屏蔽的网站，則需要利用VPN或代理服务器（通常使用Shadowsocks、Trojan等协议或Clash、v2ray等代理软件）来避開當地政府的網路監管。

### 中国大陆地区
对于中国大陆地区，相对于防火長城一詞，为了避开搜索引擎屏蔽和网络审查，這種避開網路監管的行為在中国大陆内部又被稱為翻墙、科学上网、破网等。

根据中华人民共和国《计算机信息网络国际联网管理暂行规定》，计算机联网必需使用国家公用电信网提供的国际出入口信道，不得非法使用其他信道进行国际联网。对于违反规定的，给予警告，可以并处15000元以下罚款，没收违法所得。提供他人其他信道进行国际联网的行为，违反《中华人民共和国刑法》第285条第3款提供侵入、非法控制計算機信息系統程序、工具罪。但是按照《计算机信息网络国际联网管理暂行规定实施办法》的定义，“国际出入口信道”是指国际联网所使用的物理信道，即通信光缆、电缆、微波等硬件设施，而民众使用代理服务器为软件范围，一般不涉及使用非法的硬件。

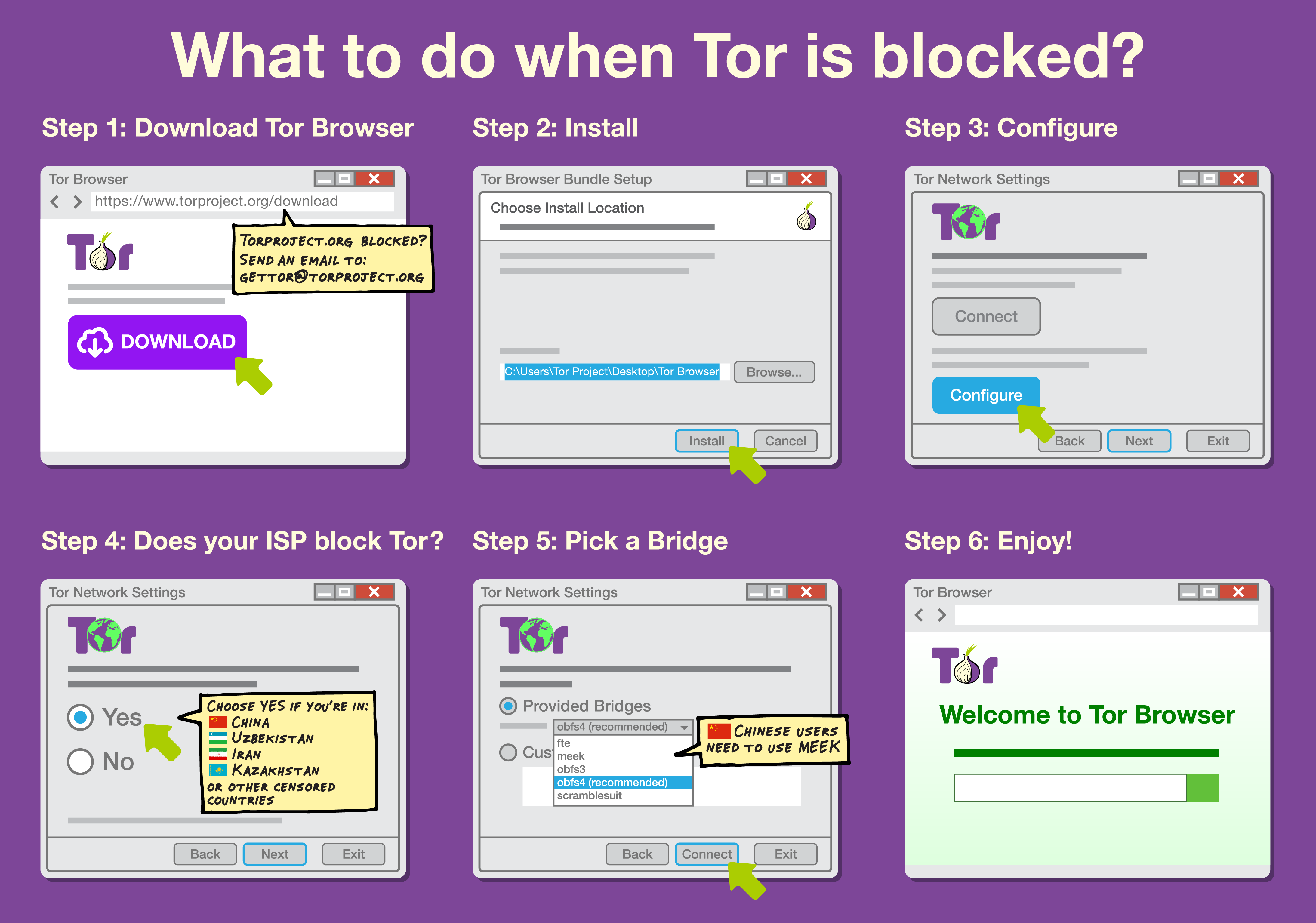
Tor可插拔传输的使用說明，其中使用流量混淆技術來增强抵抗審查的能力。

目前直通國際網路的分别是中国公用计算机互联网、中国金桥信息网、中国教育和科研计算机网、中国科学技术网共四條。
其中中国公用计算机互联网（ChinaNet）是中国移动、中国联通、中国电信所連接的通道，政府同時也表態支持開展國際業務，称企业可以“向依法设置国际通信出入口局的电信业务经营者租用线路或网络”，或使用官方批准的VPN服务，从而不受限訪問境外網站。
另外還有一種是比如在運動會與國際展會期間，參會人只要購置專用SIM卡或透過指定WiFi熱點就能訪問外網，以及國際離岸雲計算數據特別管理區等。
互联网的分布式设计从体系上使得任何一个政府或组织对于完全控制互联网存在困难。从理论上说，审查部门完全可以用技术手段切断所有翻墙软件的连接，但出于经济和政治的考量，进行网络审查的国家不可能完全切断所有的代理连接。因此对于不同类别的网站和内容也存在不同强度的封锁。一些网站可能只受到一定程度的干扰和影响，并非完全的封锁。例如可能包含突破网络审查工具的GitHub，可能用于代理包含突破网络审查工具的Cloudflare，以及不受当局管控的游戏平台Steam等网站。
另一方面，有跨境业务需求的企业、电视媒体（如中国中央电视台于2014年在YouTube上开设官方频道）、科研机构、都对访问境外网站有所需求。因此，限于执法难度、技術原因和收益原因，在中国大陆地区的“翻墙”行为并未被完全禁止。

## 规定

### 中国大陆
随着1996年1月份中国公用计算机互联网（ChinaNet）全国骨干网建成，2月1日国务院第195号令发布了《中华人民共和国计算机信息网络国际联网管理暂行规定》，为首次对接入国际互联网颁布正式管制规例。时邮电部紧接着颁布《中国公用计算机互联网国际联网管理办法》。6月份，国务院信息化工作领导小组也宣布成立。
2017年1月22日，中华人民共和国工业和信息化部发布《工业和信息化部关于清理规范互联网网络接入服务市场的通知》，规定未经电信主管部门（各一级行政区通信管理局）批准，不得自行建立或租用VPN等其他信道开展跨境经营活动。这也意味着中国大陆的企业和个人如需要建立VPN服务器提供翻墙等服务，必须取得各一级行政区通信管理局的批准。然而，中国大陆的一些网民通过翻墙访问Facebook发表反「台獨」等言论，也受到官媒的讚揚，使得人們認為，因宣揚共產黨等理由翻牆，才是被默許甚至有時被鼓勵的行為。不過依然有外界指出，新规出台后，可能会提高翻墙上网的难度。
2017年3月27日，重庆市政府公众信息网发布了修订后的《重庆市公安机关网络安全管理行政处罚裁量基准》。根据该规定，擅自建立、使用非法定信道进行国际联网行为者，责令停止联网、警告并处以罚款。对此《重庆晨报》报道称，这一规定宣告了“翻墙”成为非法行为。不过，据新加坡《联合早报》在4月份的报道称，至目前為止，在重庆使用VPN“翻墙”浏览境外网站的用户并未受到任何影响。该报援引复旦大学网络空间治理研究中心副主任沈逸的说法称，规定所称的“擅自使用非法定信道”，不但包括个人“翻墙”行为，还包括网络攻击、非法跨境财务流动等活动。沈逸认为，以重庆人口规模而言，要家家户户追查个人翻墙行为并不合实际和情理。《联合早报》後來称，該撰写“重庆翻墙违法”这一报道的记者因发出的消息“与实际官方条文不符、具误导性”而被扣发薪金，相应文章在《重庆晨报》官网也被撤下。
2017年1月，工业和信息化部印发《关于清理规范联网网络接入服务市场的通知》，提出未经电信主管部门批准，不得自行建立和租用专线（含虚拟专用网VPN）等其他信道开展跨境经营活动。工信部发言人对此表示，主要是对那些无证经营的、不符合规范的进行清理。
2020年1月，国家网信办发布《互联网信息服务管理办法（修订草案征求意见稿）》，其中第二十七条第四款规定“任何组织和个人不得违反国家规定，为他人获取、传播前款被依法阻断的信息而提供技术支持或者其他帮助”。但这份草案至今仍未通过并实施。在2024年12月6日，《中华人民共和国国务院令第797号》对《互联网信息服务管理办法》（2011版本）做出细微修改，并不涉及此草案中的相关内容。
2024年1月14日，中共中央办公厅发布《中国共产党党员网络行为规定》。其中规定，党员“不得擅自建立、使用非法定信道浏览、访问、使用境外的网站、应用程序等”，违反规定的按党内法规追究责任。